# Bill Morrison (historietista)

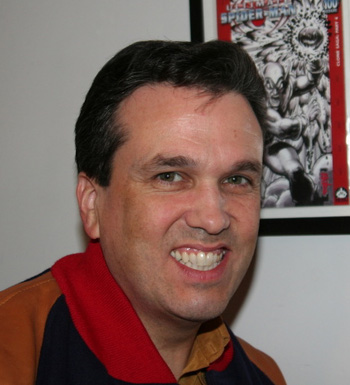
Bill Morrison en 2007.

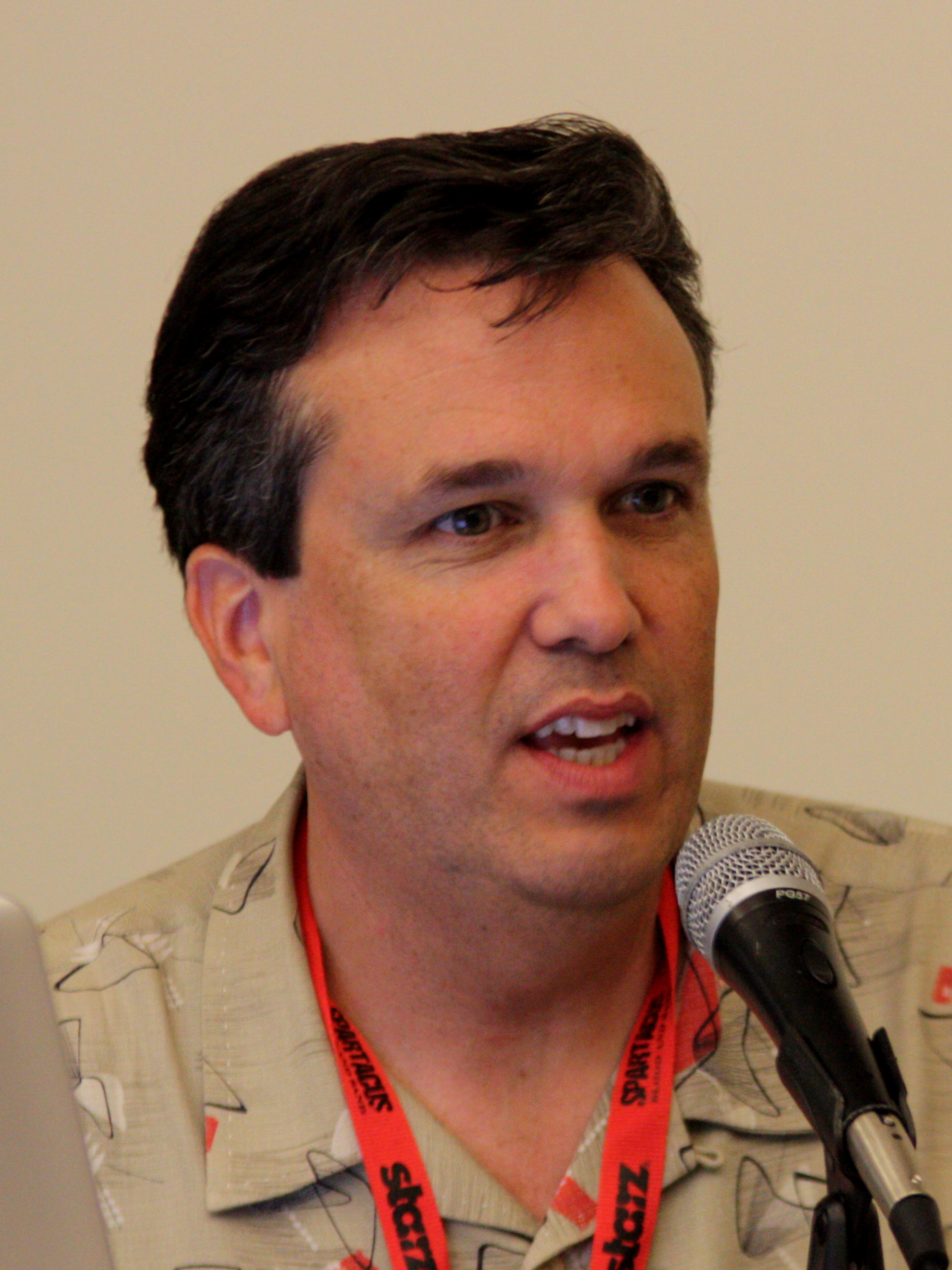
Bill Morrison en San Diego Comic-Con 2009

Bill Morrison (Lincoln Park, Míchigan, 15 de enero de 1959) es un dibujante, escritor y editor de cómics estadounidense. Es cofundador de Bongo Comics (junto con Matt Groening y Steve y Cindy Vance).

## Vida personal
Creció en Lincoln Park, Míchigan, a unos diez minutos al sur de Detroit. Su padre fue el juez Arthur Decker, quien de joven fue un boxeador profesional apodado Kid Decker. Tiene cinco hermanos: Alice, Donna, Sue, Janice y Don. 
Al crecer, la hermana mayor Sue, quien era artística, le enseñó a dibujar a los tres años. Al principio emulaba los dibujos de personajes de Snoopy, el Hombre Lobo, etc., cualquiera que fuera su manía en ese momento.
En 1977, se graduó de la Escuela Secundaria Lincoln Park e inmediatamente se matriculó en la Facultad de Estudios Creativos de Detroit. Empezó queriendo ser dibujante de cómics, pero al tiempo se dio cuenta de que tendría que ir a Nueva York para establecerse.
Conoció a su esposa Karen “Kayre” DeLosier en Lincoln Park. Empezaron a salir en la escuela secundaria y luego se mudaron a Míchigan para estar cerca de sus familias. En 1982, se casó y vivieron un tiempo en Plymouth, Míchigan, cerca de Plymouth Road y Haggerty, antes de mudarse a West Coast. Se mudó a Beverly Hills brevemente, luego a Sepúlveda (que se convirtió en North Hills), luego a Simi Valley.

## Sus inicios
Se graduó en 1981 y conseguí un trabajo en Artech, Inc. en Livonia haciendo dibujos técnicos para la industria automotriz trabajando en una sala grande con 15 artistas. Diseñó principalmente material de motores, manuales de mecánica y catálogos de piezas, pinturas recortadas de bombas de combustible diésel, etc. 

## Trabajo en los 80
Bill fue empleado como ilustrador profesional en B.D. Fox and Friends Advertising de 1982 a 1986, que es donde conoció al legendario caricaturista Matt Groening, que en ese momento era solo un escritor desconocido.
Después de eso, Bill estuvo en Willardson & Associates. Durante este tiempo, también trabajó en carteles de películas icónicas como La famosa Sirenita (1989), En busca del valle encantado (1988), Oliver y compañía (1988), todo tipo de películas de Disney, de las cuales dijo que su cartel favorito es The El príncipe y el mendigo (1990).
Luego diseñó los carteles de las películas de terror House (película de 1986), Blood Diner (película de 1987), y fue el ilustrador interno que hacía bocetos y composiciones para películas como The Return of the Living Dead (1985). 
En 1986, lo invitaron a trabajar en un estudio de ilustración propiedad de David Willardson, el artista de aerógrafos de California, llamado Willardson & Associates. Haciendo todo tipo de publicidad para todos los productos diferentes, en su mayoría trabajos fotorrealistas pero glorificados, Nestles Quick, Maxell Tape, etc., y uno de los trabajos fue para Disney. Era un relanzamiento de Cenicienta en una sola hoja. Teniendo aceptación de Disney, le encargaron los trabajos de Little Mermaid, Oliver and Co, Rescuers Down Under, Roller Coaster Rabbit, Prince and the Pauper (una película de Mickey Mouse), Peter Pan, Jungle Book, Bambi, Lady and Tramp, Fox and Hound, entre otros.

## Años 90, Los Simpsons y Bongo Comics
Bill se unió al equipo de Los Simpson en 1990, cuando fue invitado por Groening y desempeñó un papel fundamental en la expansión global de la franquicia. Hacía ilustraciones para 20th Century Fox y creaba todo tipo de arte para merchandising, bocetos, camisetas, carteles, etc., al mismo tiempo que dirigía el arte de otros artistas de merchandising en Klasky Csupo Animation Studio.
Creó la guía de estilo de merchandising, que es para empresas que licencian la marca. Además, hizo casi todo el empaque del videojuego en los primeros días, junto con calendarios, libros y más. 
No estuvo relacionado al diseño de los personajes hasta que se unió al primer equipo para desarrollar Simpsons Comics, donde se requería la creación de nuevos personajes. Fue encargado de crear un elenco más amplio de personajes para Hombre Radioactivo y Fallout Boy (conocido como Fision Boy o Niño Fusión).
En abril de 1991, se unió a crear Simpsons Illustrated y posteriormente en febrero de 1993 creando Simpsons Comics and Stories junto a Groening y Steve Vance. Fue un éxito tan grande que le dio a Groening la confianza para iniciar Bongo Comics. 
En noviembre de 1993 se desempeñó como director de arte de Bongo Comics. Después del primer año, se convirtió en el director Creativo (Editor y Director de Arte). Estaba directamente involucrado con escribir, dibujar a lápiz, entintar, supervisar, dirección de arte, entre otros.
Bill también hizo la portada de los DVD de Los Simpson. Además, ganó varios premios Eisner por Simpsons Comics (2000), The Amazing Colossal Homer (1994) y los cómics de Radioactive Man.
En 1996 desarrolló su propia serie de historietas para Bongo llamada «Roswell, Little Green Man». Aunque Roswell transcurre libremente a fines de la década de 1940, fue su amor por las películas de ciencia ficción de los años 50 lo que la inspiró. La serie fue nominada en cuatro categorías diferentes para el codiciado premio Eisner. 
Fue director de arte en Futurama de 1998 a 2003. Asistió en la creación del elenco de personajes con Matt Groening. Matt fue el creador del programa y Futurama fue realizado por The Curiosity Company, la propia productora de Matt. Colaboró en las cuatro temporadas, 140 episodios.

## Años 2000
En 2000, Bill desarrolló una miniserie de seis números para Bongo llamada Heroes Anonymous. Su asistente editorial en ese momento era Scott Gimple y lo invitó a trabajar con él. Se trata de un grupo de apoyo para superhéroes y se desarrolló para el Canal SyFy durante un tiempo. 
Después de Héroes Anónimos, escribe su primer libro, donde realiza una retrospectiva de la carrera de Dan DeCarlo, uno de sus dibujantes de cómics favoritos. El libro se llama Inocencia y seducción: el arte de Dan DeCarlo. Conoció a Dan personalmente y fueron amigos hasta que falleció en 2001.
En 2010 colaboró con Jane Wiedlin, cofundadora de The Go-Go’s creando un cómic llamado Lady Robotika que fue publicado por Image. El concepto se basa en Jane como una heroína espacial cyborg. En 2015, escribió e ilustró Dead Vengeance para Dark Horse Comics, tributo a la arenosa era pulp de 1940 y tiene lugar en Detroit.
Cerca de su final en Bongo, Matt estaba trabajando en (Des)encanto y Bill estaba hablando con los empresarios diciéndoles que estaba buscando algo creativamente desafiante y en donde desarrollar una aplicación de lectura de cómics para teléfonos móviles y iPads, «así que lo hice. Diseñé aplicaciones de lectura de cómics. Aquí estoy, dedicado a los cómics impresos, y me tocó desarrollar y promocionar cómics en dispositivos electrónicos. Tuve que aprender la mecánica de vista guiada de lectura de un cómic en línea, desplazamiento de panel a panel, etc. Para hacer esto, tuve que descargar cómics digitales y estudiarlos. Empecé a llevarlos de viaje conmigo y me di cuenta de que todavía puedes tener tu colección física en casa, pero también adoptar los cómics digitales como una comodidad. Empecé promocionando la aplicación, llamada The Simpsons Store, luego el lector de cómics Futuramaland».

## Carrera
- 1981-1986: ilustrador técnico para Artech, Inc.
- 1987-1996: Ilustrador para Disney:
  - Ilustraciones para La dama y el vagabundo
  - Ilustraciones para La Cenicienta
  - Ilustraciones para Bambi
  - Ilustraciones para Peter Pan
  - Ilustraciones para El libro de la selva
  - Ilustraciones para Robin Hood
  - Ilustraciones para The Rescuers
  - Ilustraciones para The Fox and the Hound
  - Ilustraciones para Oliver & Company
  - Ilustraciones para La sirenita[2]
  - Ilustraciones para Cortometrajes de Roger Rabbit
  - Ilustraciones para El príncipe y el mendigo
  - Ilustraciones para The Rescuers[3]
- 1993-2012: Cofundador, editor, director y dibujante de Bongo Comics.
- Ilustrador y a veces escritor de Los Simpsons
  - Conocido además por la portada del The Yellow Album
- 1999-2013: Director Futurama
- 2018: Ilustrador de Titans Comics
- 2018-2019: Editor Ejecutivo de Revista Mad